# Quang Trung
Nguyễn Huệ /ŋwĩəŋ hwêˀ/, znany jako  cesarz Quang Trung /kwāːŋ ʈūŋm/ (ur. 1753, zm. 1792) – władca Wietnamu w latach 1788–1792, członek tzw. dynastii Tây Sơn, jeden z najwybitniejszych dowódców wojskowych w historii Wietnamu.
Nguyễn Huệ i jego bracia Nguyễn Nhạc i Nguyễn Lữ, znani razem jako bracia Tây Sơn, byli przywódcami ludowego powstania Tây Sơn. Jako buntownicy podbili Wietnam, zwalczając arystokratyczny ród Nguyễn (zbieżność nazwisk przypadkowa) oraz interwencję wojsk chińskiej dynastii Qing.
Po kilku latach społecznych reform, jak i ciągłych kampanii wojskowych, cesarz Quang Trung zmarł w wieku około 40 lat. Przed śmiercią planował kontynuować marsz na południe, aby zniszczyć armię Nguyễn Ánha, pretendenta do tronu z rodu Nguyễn.
Jego śmierć była początkiem upadku dynastii Tây Sơn. Jego następcy nie byli w stanie zrealizować planów, które przygotował dla rządzenia Wietnamem. Dynastia Tây Sơn została obalona przez swojego wroga, Nguyễn Ánha, który w 1802 roku ogłosił się cesarzem jako Gia Long.